# Rafael Schächter
Rafael Schächter   (Brăila, 27 de maig de 1905 - Auschwitz, gener 1945) va morir a la marxa de la mort durant l'evacuació d'Auschwitz el 1945), va ser un compositor txecoslovac, pianista i director d'origen jueu, organitzador de la vida cultural al camp de concentració de Terezín, junt amb d'altres músics com Heinz Alt, Viktor Ullmann, Gideon Klein, Pavel Haas o Hans Krása.

## Biografia
Rafael Schächter va néixer a la ciutat romanesa de Brăila, Romania, però després de la Primera Guerra Mundial va anar a viure a Brno, on va estudiar piano a Vilém Kurz. Es va traslladar a Praga amb Kurz i va començar a estudiar piano a l'escola magistral amb Karel Hoffmeister, i composició i direcció al Conservatori de Praga. Després d'acabar els estudis, es va dedicar (el 1934) al teatre d'avantguarda Déčko d'E.F. Burian. El 1937 va establir un conjunt propi: Òpera Komorní, on va interpretar música de cambra i barroca menys coneguda. Schächter va ser transportat, com a jueu, al camp de concentració de Terezín el 30 de novembre de 1941 a Transport H, número de sèrie 128. Aquí va instal·lar un piano de contraban al soterrani de la caserna dels homes. Sense la supervisió constant dels soldats nazis dins del camp, Schächter va ser capaç de reunir un cor masculí per mantenir la moral alta. També va aconseguir lliscar per les portes reixades de la secció masculina fins a la caserna de la dona per muntar allà també un cor femení. Quan els gèneres van ser reintegrats pels nazis, el cor establert de Schächter va aconseguir obtenir clemència del director del camp. Amb el seu cor, que superava els 200 membres, va ser capaç de crear, sovint a partir d'una sola partitura, produccions d'òperes famoses i obres de música clàssica.
La primera òpera representada a Terezín va ser Prodaná nevěsta (La núvia venuda) de Bedřich Smetana. Schächter va assajar l'actuació només amb piano i cor improvisat i solos, però va ser objecte d'una gran aclamació. La representació inicial va tenir lloc el 25 de novembre de 1942 sense permís de la "Freizeitgestaltung" (Administració d'activitats de temps lliure), però l'òpera del concert va ser tan ben rebuda que es va mostrar a l'administració i es va aprovar per a una estrena oficial el 28 de novembre de 1942. repetint moltes vegades.
Schächter també va dirigir aproximadament setze representacions del Rèquiem de Verdi i, segons els informes, va ensenyar al cor les seves parts per memòria. S'estima que la primera actuació es va produir el gener de 1942, amb un cor de 150 i un piano per a acompanyament. Durant els mesos següents, tot i que el seu cor es va reduir, el Rèquiem es va representar aproximadament 15 vegades més. La representació final, però, va servir de propaganda, ja que Schächter es va veure obligat a interpretar fragments de l'oratori abans de visitar els membres de la Creu Roja Internacional i de Schutzstaffel (S.S.).
Pocs mesos després d'aquesta representació final, el 16 d'octubre de 1944, sota el transport Er i número de sèrie 943, Schächter va ser carregat en un vagó de ferrocarril amb aproximadament 1.000 presoners més. Van ser transportats durant un viatge de 3 dies fins al famós camp d'Auschwitz. Segons el relat d'un supervivent, més tard va anar a tres camps d'extermini més i va morir en l'últim.